# Bambiderstroff
Bambiderstroff település Franciaországban, Moselle megyében. Lakosainak száma 1024 fő (2022. január 1.). Bambiderstroff Créhange, Flétrange, Laudrefang, Longeville-lès-Saint-Avold, Tritteling-Redlach, Haute-Vigneulles és Zimming községekkel határos.

## Népesség
A település népességének változása:
| Lakosok száma | 786  | 833  | 885  | 1009 | 1038 | 1044 | 1060 | 1055 | 1045 | 1024 |
|               | 1968 | 1982 | 1990 | 2006 | 2013 | 2015 | 2017 | 2019 | 2020 | 2022 |